# Conus scalaris
Conus scalaris är en snäckart som beskrevs av Achille Valenciennes 1832. Conus scalaris ingår i släktet Conus och familjen kägelsnäckor. Inga underarter finns listade i Catalogue of Life.

## Bildgalleri

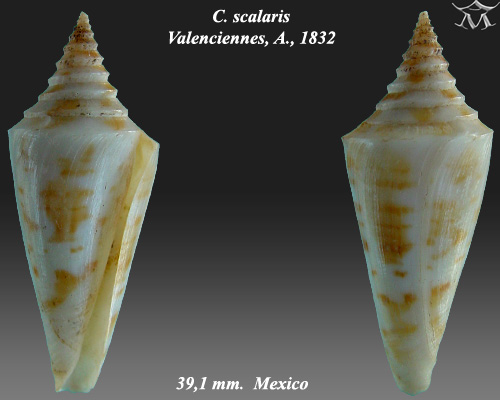